# Grünes Gewölbe

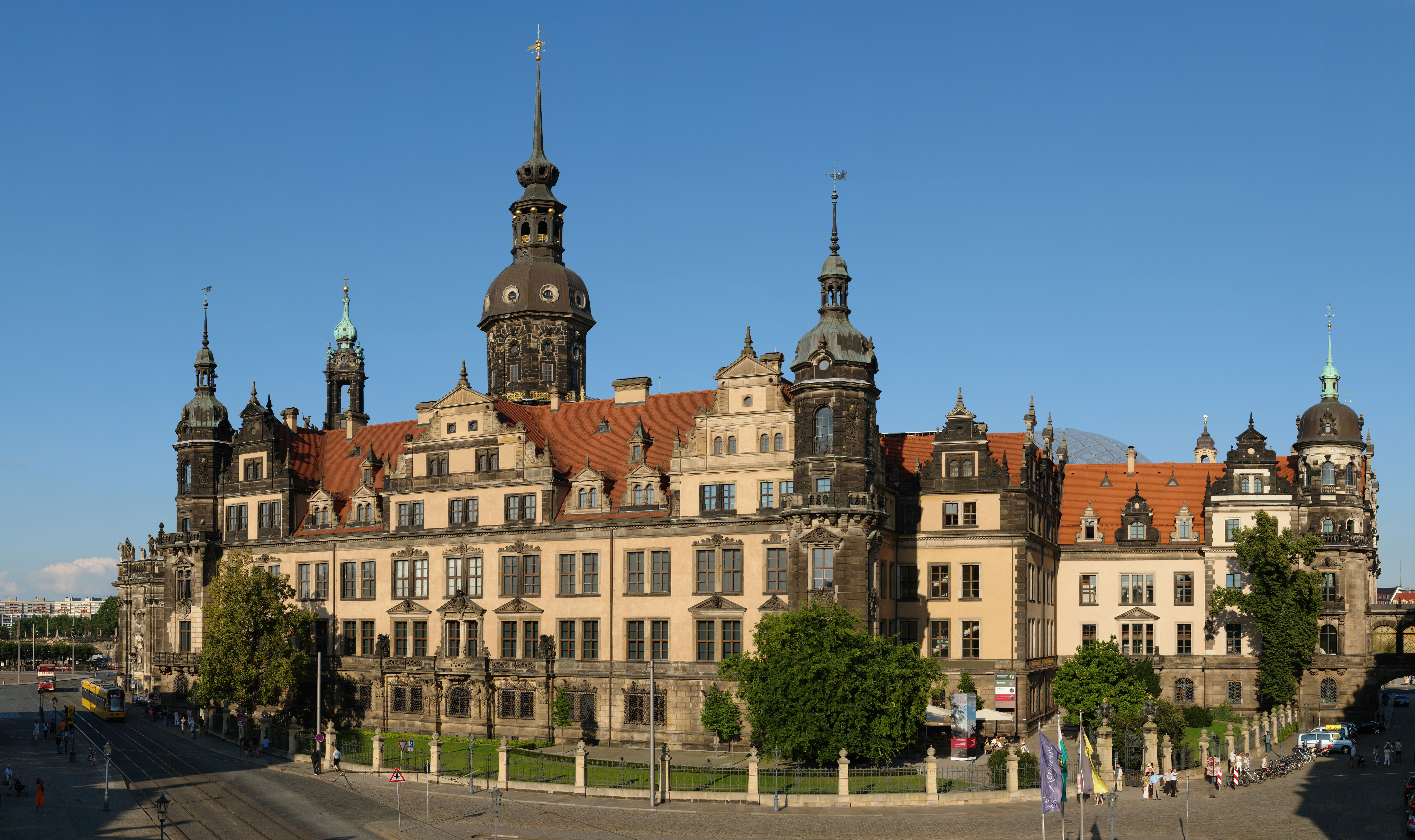
Rezidenční zámek

Grünes Gewölbe (česky doslova Zelená klenba, ve smyslu „zelené zaklenuté prostory“; německé slovo Gewölbe znamená jak „klenba“, tak i „klenuté sklepení či místnost“) je historická muzejní sbírka, která byla původně klenotnicí saských kurfiřtů a králů z rodu Wettinů. Jsou zde shromážděny předměty z období renesance až po klasicismus. Jméno Zelená klenba bylo odvozeno od původního malachitového nátěru stěn a stropů v historických prostorách klenotnice. Již od roku 1724 jsou sbírky přístupné veřejnosti.
Klenotnice Grünes Gewölbe je dnes součástí Státních uměleckých sbírek Drážďany a patří k největším v Evropě. Nalézá se v západní části Rezidenčního zámku ve Starém městě v Drážďanech a tvoří ji dvě části – Historická zelená klenba (Historisches Grünes Gewölbe) v přízemí a Nová zelená klenba (Neues Grünes Gewölbe) v prvním patře. Dne 25. listopadu 2019 nad ránem byly ze Zelené klenby zloději ukradeny unikátní šperky, diamanty a drahé kameny. Hodnota odcizených klenotů je díky jejich jedinečnosti a historickému odkazu nevyčíslitelná, ale klenotnická hodnota dosahuje částky jedné miliardy eur.

## Historie

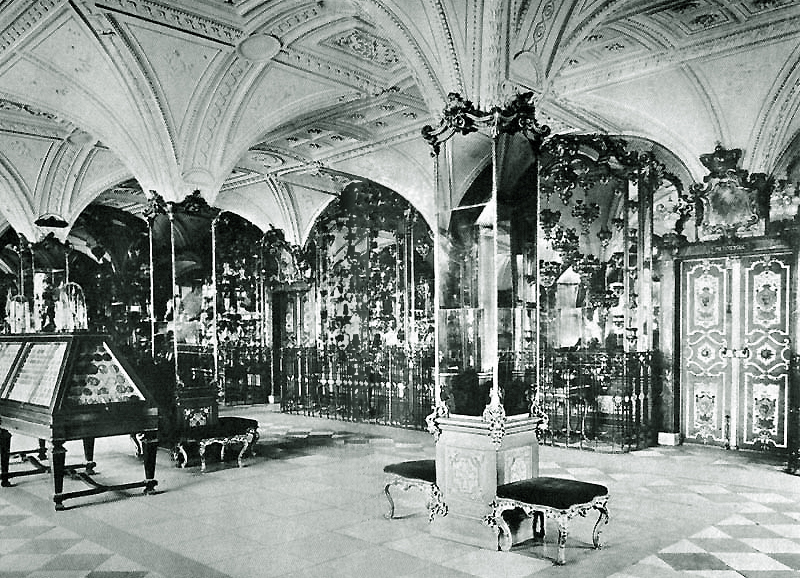
Pretiosensaal před zničením

Dnešní prostory klenotnice vznikly výstavbou západního křídla zámku v polovině 16. století. Prostor pro vznikající sbírku byl vyhrazen v přízemí pod kamennou klenbou, kde měly být cenné předměty a dokumenty bezpečně uloženy a ochráněny před případným požárem. Cílem tehdy ještě nebylo zpřístupnění sbírek pro veřejnost.
Teprve saský kurfiřt a polský král August Silný se rozhodl potenciál sbírek využít a nechal proto stavebně upravit 9 místností, kde byla zřízena veřejně přístupná klenotnice (dnešní Historická zelená klenba). Barokní přestavbou byl tehdy pověřen architekt Matthäus Daniel Pöppelmann, jenž projektoval i nedaleký Zwinger.
Až do 20. století zůstala klenotnice v nezměněné podobě. Osudnou se stala noc 13. února 1945, kdy se uskutečnil velký nálet na město, při kterém byly 3 z 9 výstavních prostor zničeny. Sbírky zasaženy nebyly, jelikož byly již několik let předtím uschovány v pevnosti Königstein v Saském Švýcarsku. Na konci 2. světové války byly sbírky převezeny do Sovětského svazu, odkud byly roku 1958 odvezeny zpět do východního Německa.
Od roku 1959 do počátku roku 2004 byly exponáty klenotnice přechodně k vidění v drážďanském Albertinu. Dne 7. září 2004 byla v západním křídle zámku otevřena Nová zelená klenba s 10 místnostmi.
Historická zelená klenba byla 1. září 2006 kompletně zrekonstruována a znovu otevřena. Rekonstrukce byla provedena na základě dochovaného inventáře z roku 1733 a snahou bylo co nejvíce zachovat původní podobu z doby Augusta Silného. Více než 3000 objektů se tak mohlo vrátit na své původní místo. Rekonstrukce historických prostor stála spolkovou zemi Sasko 13 milionů eur. Celkově investovalo Sasko do Zelené klenby 45 milionů eur.
V roce 2009 byl v Historické zelené klenbě kancléřkou Angelou Merkelovou přijat americký prezident Barack Obama.

## Krádež šperků 25. listopadu 2019

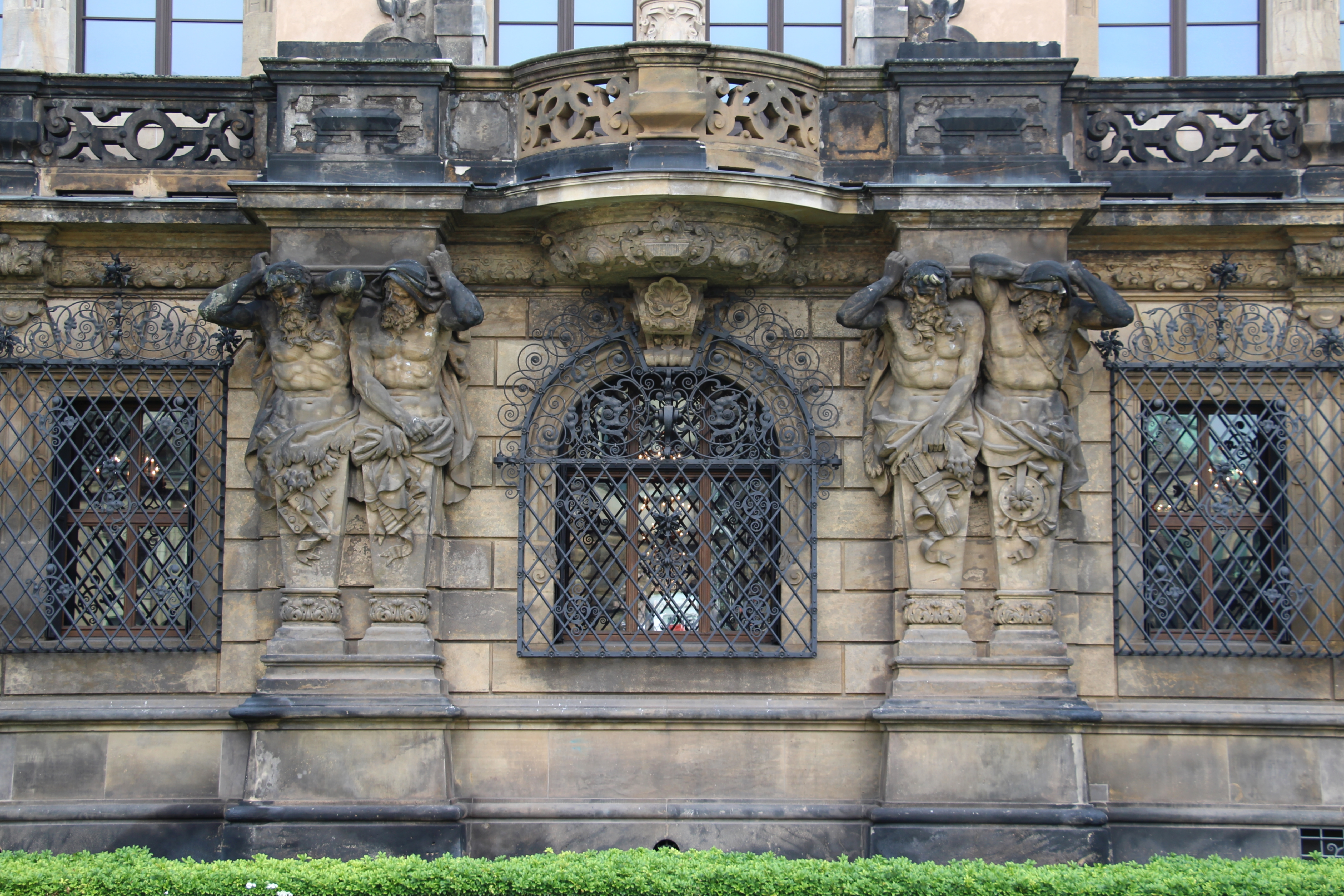
Tři silně zamřížovaná okna Zeleného sálu v přízemí Rezidenčního zámku v Drážďanech

V pondělí 25. listopadu 2019 brzy ráno došlo ke vloupání do historické části Grünes Gewölbe. Během několika minut pachatelé ukradli jedenáct úplných a asi tucet kusů drahých diamantových šperků a diamanty z vitríny v klenotnici. Pachatelé uprchli v autě, které později zapálili v podzemním parkovišti v Drážďanech-Mickten. Vyšetřování je založeno na čtyřech pachatelích, kteří byli do vloupání zapojeni. Policie a státní zástupce v Drážďanech nabídli odměnu vedoucí k dopadení pachatele celkem 500 000 eur.

### Podrobnosti akce
Krátce před pátou hodinou ráno byla v katakombách pod Augustovým mostem záměrně zapálena elektrická skříň, což způsobilo, že selhalo pouliční osvětlení na náměstí Theaterplatz. Pak zloději úhlovou bruskou oddělili osm vzpěr litinové okenní mříže v Historickém Grünes Gewölbe. Dva pachatelé vnikli žebříkem rohovým oknem do Sálu s klenoty. Odtud kráčeli ve tmě s ručními světlomety přes Wappenzimmer do Klenotnické místnosti. Tam sekerou rozbili vitríny, jak se později ukázalo na videu sledovacích kamer. Z toho ukradli části tří sad z 18. století. Růžovou diamantovou sadu, soupravu briliantů a šperky královen. Pak prostor postříkali suchým hasicím práškem. Faktickou výši škody je obtížné vyčíslit, ale historické škody jsou kvůli jedinečnosti předmětů obrovské.
Dva bezpečnostní strážci sledovali zločin na obrazovkách, ale z bezpečnostních důvodů jim nebylo povoleno zasahovat osobně, pouze informovali policii. První policejní vůz byl povolán do budovy ve 4:59 hodin ráno a dorazil o pět minut později, ale do té doby podezřelí uprchli. Policie připravila zátarasy na výjezdech z Drážďan ve snaze zabránit podezřelým k útěku. Podle policie však blízkost muzea k dálnici pravděpodobně pomohla uprchlíkům uniknout. Hledání nebylo omezeno jen na městskou část Drážďany, zapojena byla také policie v Görlitz, v Saské Kamenici a v sousedních státech. Ještě stejný den ráno bylo v podzemním parkovišti na Kötzschenbroder Straße v Drážďanech-Mickten objeveno shořelé Audi A6 Avant, které bylo odhlášeno v roce 2017.
V důsledku událostí vytvořilo policejní ředitelství Drážďany zvláštní komisi nazvanou „Epaulette“. Za stopy, které povedou k vyšetření trestného činu nebo zatčení pachatelů nebo k jejich odhalení, policie po dohodě se státním zástupcem Drážďan stanovila odměnu ve výši 500 000 euro. Existuje obava, že zloději ukradená díla modifikují, aby je prodali na černém trhu. Úředníci muzea zloděje požádali, aby zlaté části netavili, ani jinak artefakty nepoškozovali. Generální ředitel drážďanských státních uměleckých sbírek řekl novinářům, že odcizené šperky nelze na trhu s uměním legálně prodat, protože jsou sběratelům příliš dobře známé.
Německá policie oznámila, že 17. listopadu 2020 dopadla podezřelé pachatele v berlínské čtvrti Neukölln. Jednalo se o tři muže ve věku 23–26 let z arabských klanů s německým občanstvím. Ukradené šperky však policie při razii nenašla.

### Ukradené šperky
Ukradeno bylo jedenáct předmětů, části dvou dalších a několik knoflíků zdobených diamanty.
Ze šperků královen:
- diamantová spona do vlasů ve tvaru Slunce[17]
- část briliantového náhrdelníku královny Amálie Augusty Bavorské[18][19]
- velký náprsní motýlek[20]
- část ozdoby na rukávy[21]

Z růžové diamantové sady:
- část epaulety (nárameníku)[22][23]
- spona[24]
- kord[25]
- klenot polského Řádu bílé orlice[26]
- dvě klenuté přezky na boty[27]
- velká diamantová růže[28]
- několik diamantových knoflíků[29][30]

Z briliantové sady:
- náprsní hvězda polského Řádu bílé orlice[31]
- kloboukové klenoty (tzv. egret)[32]
- epauleta se „Saskými bílými diamanty“[33]

## Dnešní sbírka
Sbírka saských kurfiřtů a králů zahrnuje přes 4 000 uměleckých předmětů. Z důvodů omezené kapacity nebylo ale možné všechny předměty vystavit. Bylo proto přistoupeno k selekci a v Rezidenčním zámku lze vidět ty nejcennější exponáty.
V Nové zelené klenbě je k vidění na 1 100 různých objektů, v Historické zelené klenbě přibližně 3 000. Nová zelená klenba zaujme především svými exponáty, zatímco Historická zelená klenba okouzlí návštěvníka i barokní výzdobou svých prostor.
Nová zelená klenba je přístupná kdykoliv. Do Historické zelené klenby se lze dostat jen s lístkem z předprodeje. Každé ráno je ještě dodatečně k dispozici omezené množství volných vstupenek. Počet návštěvníků je tak kvůli ochraně exponátů před vlhkostí a nečistotami regulován.

## Historická zelená klenba

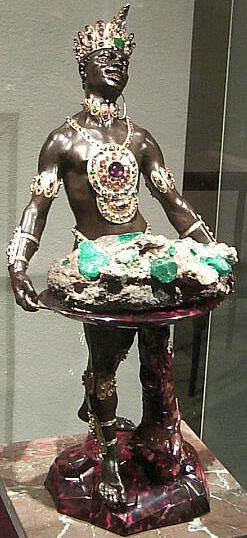
Mouřenín se smaragdovým stupínkem

Historická zelená klenba (Historisches Grünes Gewölbe) se nalézá v přízemí Rezidenčního zámku a skládá se z devíti výstavních místností a předklenby, takzvané Vorgewölbe. Nalézají se zde vzácná díla šperkařského a zlatnického umění, která nashromáždil August Silný a jeho syn.

### Výstavní místnosti
1. Předklenba (Vorgewölbe)
2. Jantarová komnata (Bernstein-Kabinett) se sbírkou jantarových předmětů
3. Slonovinový pokoj (Elfenbeinzimmer) se sochami ze slonoviny afrických a asijských slonů
4. Bílo-stříbrný pokoj (Weißsilberzimmer) s nádobím z bílého stříbra
5. Stříbrno-zlatý pokoj (Silbervergoldetes Zimmer) se zlatnickými pracemi ze 16.–18. století
6. Sál s klenoty (Pretiosensaal)
7. Erbovní pokoj (Wappenzimmer) s astronomickými stolními hodinami
8. Pokoj drahokamů (Juwelenzimmer) se sochou Mouřenína se smaragdovým stupínkem a Augustovým obleliskem (Obeliscus Augustalis)
9. Bronzový pokoj (Bronzezimmer) s asi 80 uměleckými předměty z bronzu na podstavcích
10. Sál s renesančními uměleckými předměty z bronzu na kamenných podstavcích

### Významné exponáty
- Mouřenín se smaragdovou drúzou je jeden z nevýznamnějších exponátů. Socha byla vytvořena kolem roku 1724 dvorním zlatníkem Johannem Melchiorem Dinglingerem ve spolupráci s dvorním sochařem Balthasarem Permoserem. Má výšku 63,8 cm a je vyrobena z lakovaného hruškového dřeva. Je osázena smaragdy, rubíny, safíry, topazy, granáty a želvovinou.
- Obeliscus Augustalis je dalším mistrovským dílem vytvořeným Johannem M. Dinglingerem před rokem 1722. Jedná se o bohatě zdobenou skulpturu ve formě obelisku s kartuší s oválným vyobrazením Augusta Silného.
- Drážďanský zelený diamant je součástí briliantové sady. Jedná se o ozdobu krempy s 41karátovým zeleným kamenem, který byl nalezen v Indii či Brazílii (prameny se různí). Za svou, na celém světě jedinečnou, jasně zelenou barvu vděčí přirozené radioaktivitě, které byl v místě svého vzniku vystaven. Šperk byl vytvořen roku 1796 s použití starších částí.

## Nová zelená klenba

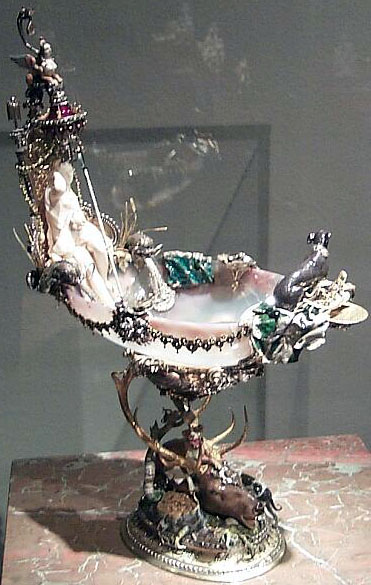
Dianina lázeň

Nová zelená klenba (Neues Grünes Gewölbe) se nalézá v prvním patře Rezidenčního zámku a ve srovnání s Historickou zelenou klenbou je muzejní klenotnicí. Nalézá se ve 12 jednoduše zařízených sálech bez dekorací. Ve dvou stech vitrínách je zde k vidění na 1100 exponátů. Vedle děl dvorního sochaře Baltazara Permosera jsou zde vystavena i díla dvorního zlatníka Johanna Melchiora Dinglingera.

### Významné exponáty
- Dianina lázeň z roku 1724 znázorňuje římskou bohyni na ozdobné lastuře z chalcedonu, která je lemovaná zlatem, doplněná perlami, diamanty, ocelovými a stříbrnými ornamenty a zvířaty. Stojan je vytvořen ze smaltované jelení hlavy.
- Zlatý kávový servis (v originále: Das Goldene Kaffeezeug) vznikl v letech 1697–1701 a je ukázkou skvostného kávového servisu. Použité materiály jsou zlato, stříbro, smalt, slonovina a asi 5 600 diamantů.
- Soška Dafné na pití byla vyhotovena ze pozlaceného stříbra a červených korálů Wenzelem a Abrahámem Jamnitzerovými v letech 1579–1586.

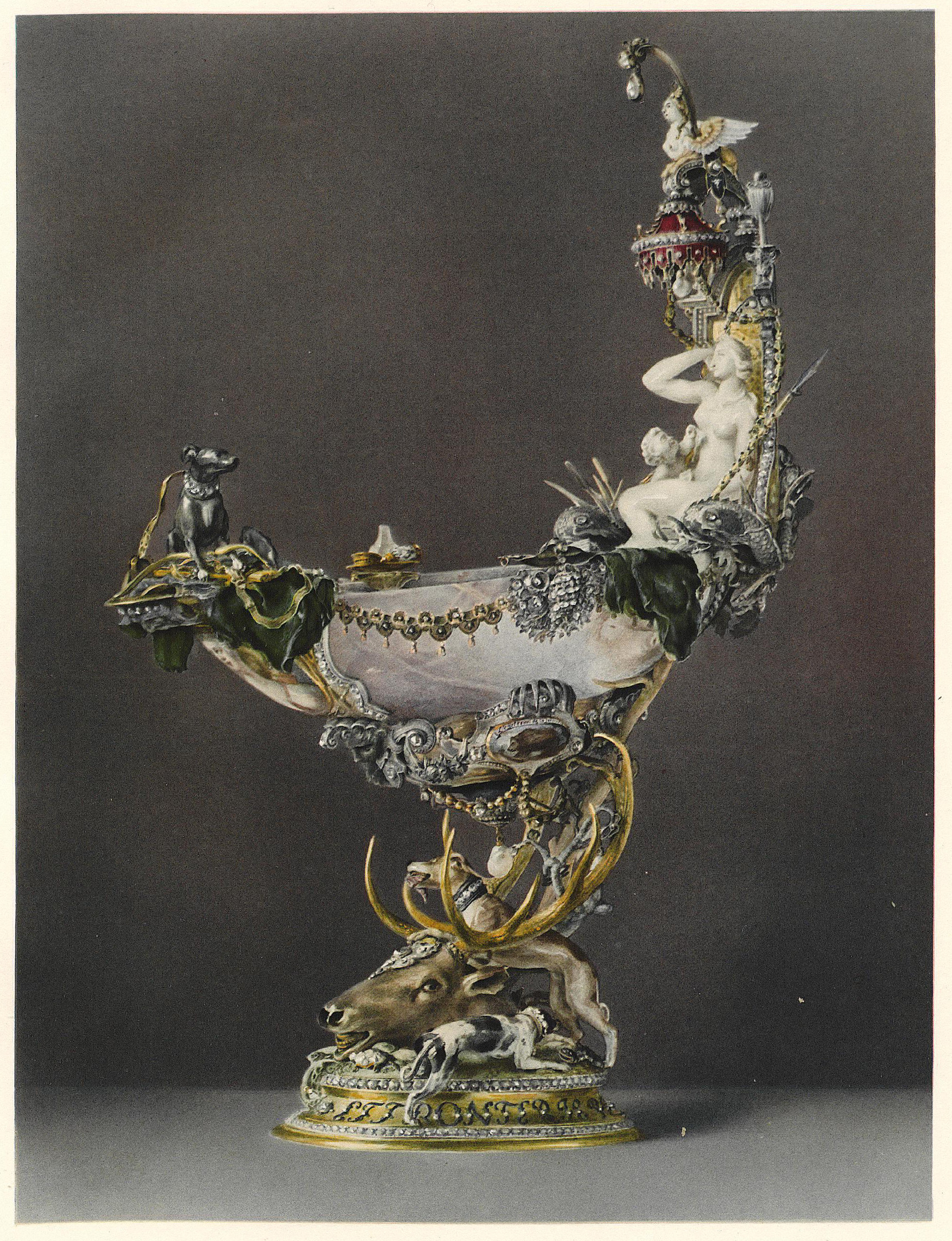
Dianiny lázně
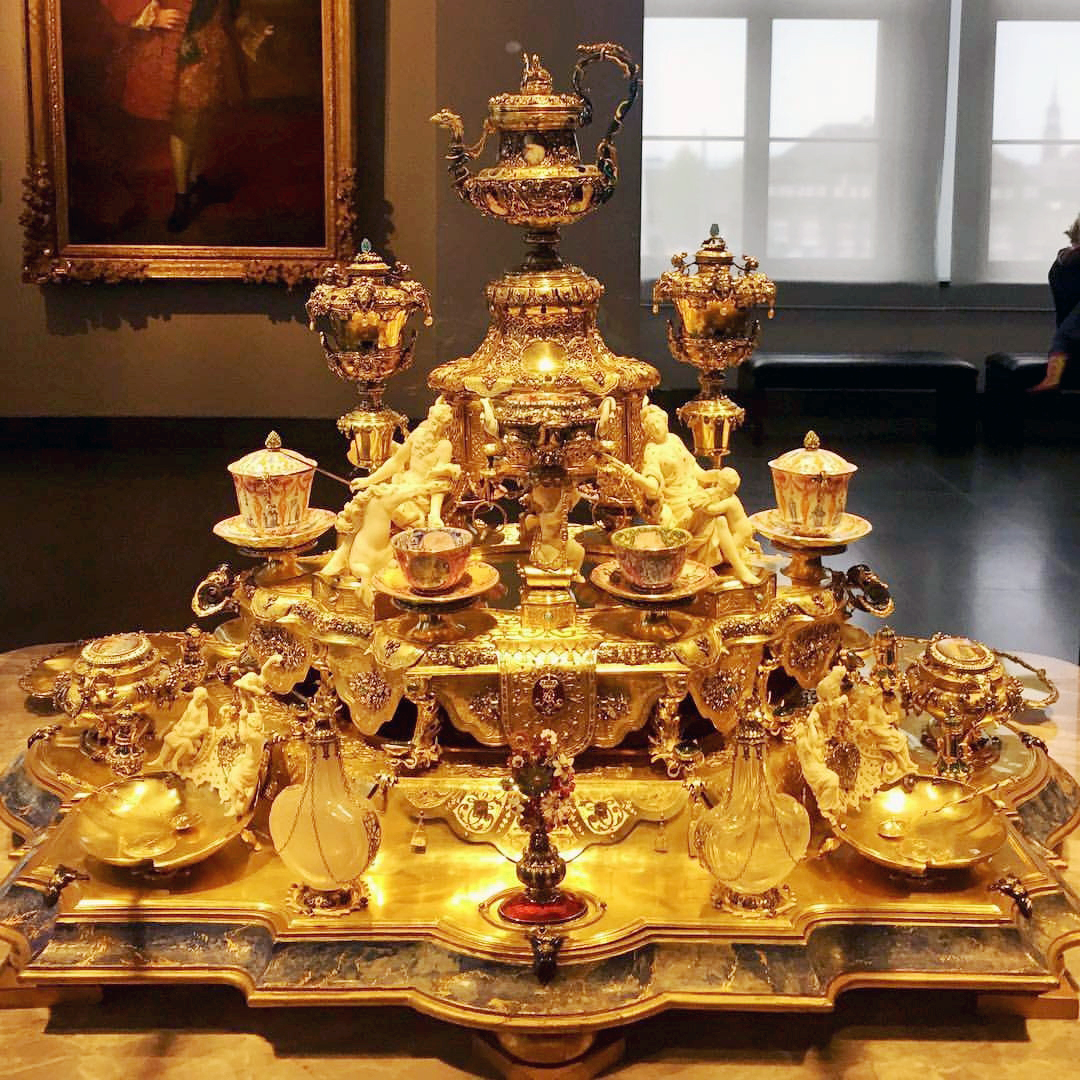
Zlatý kávový servis
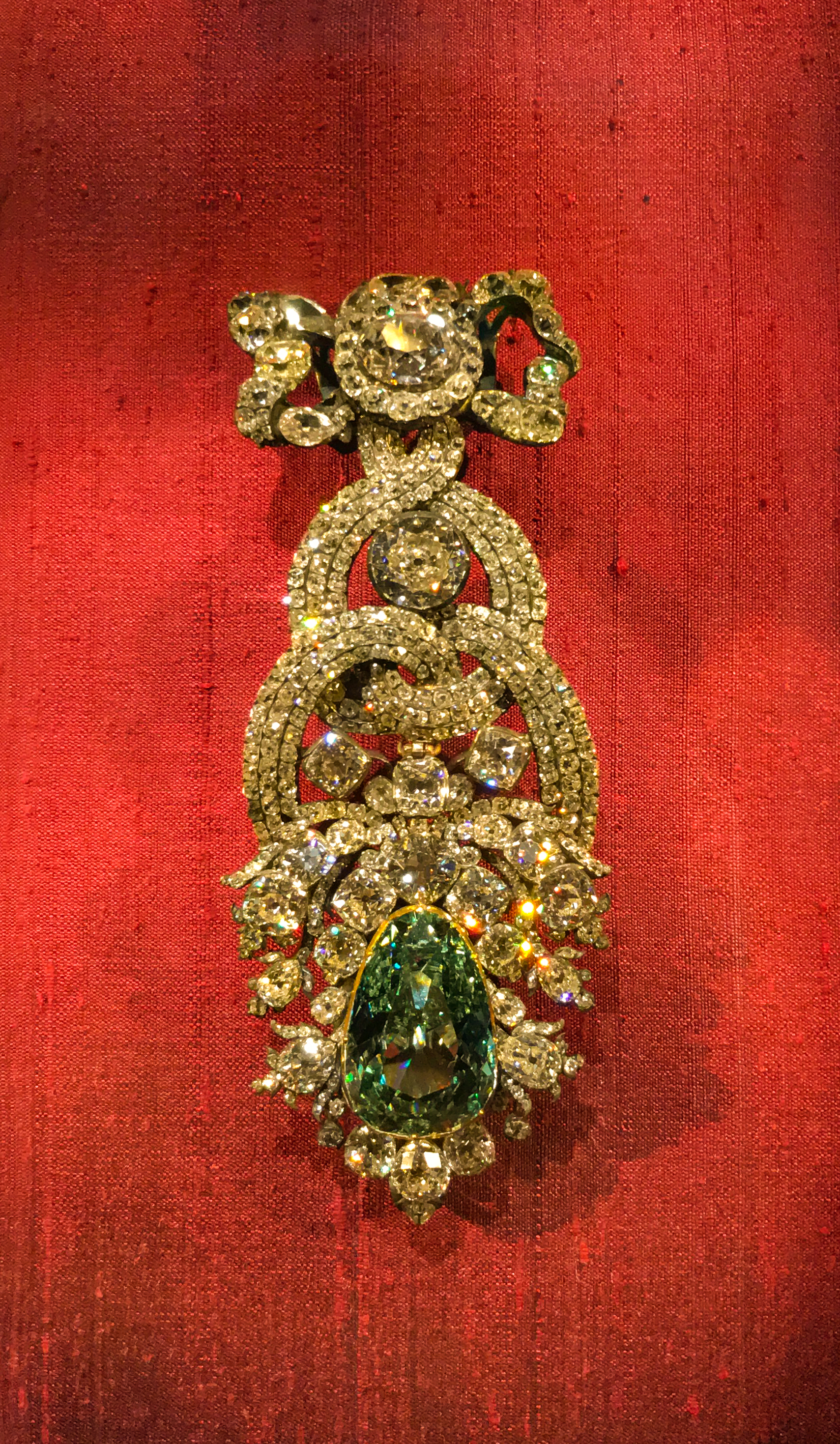
Drážďanský zelený diamant
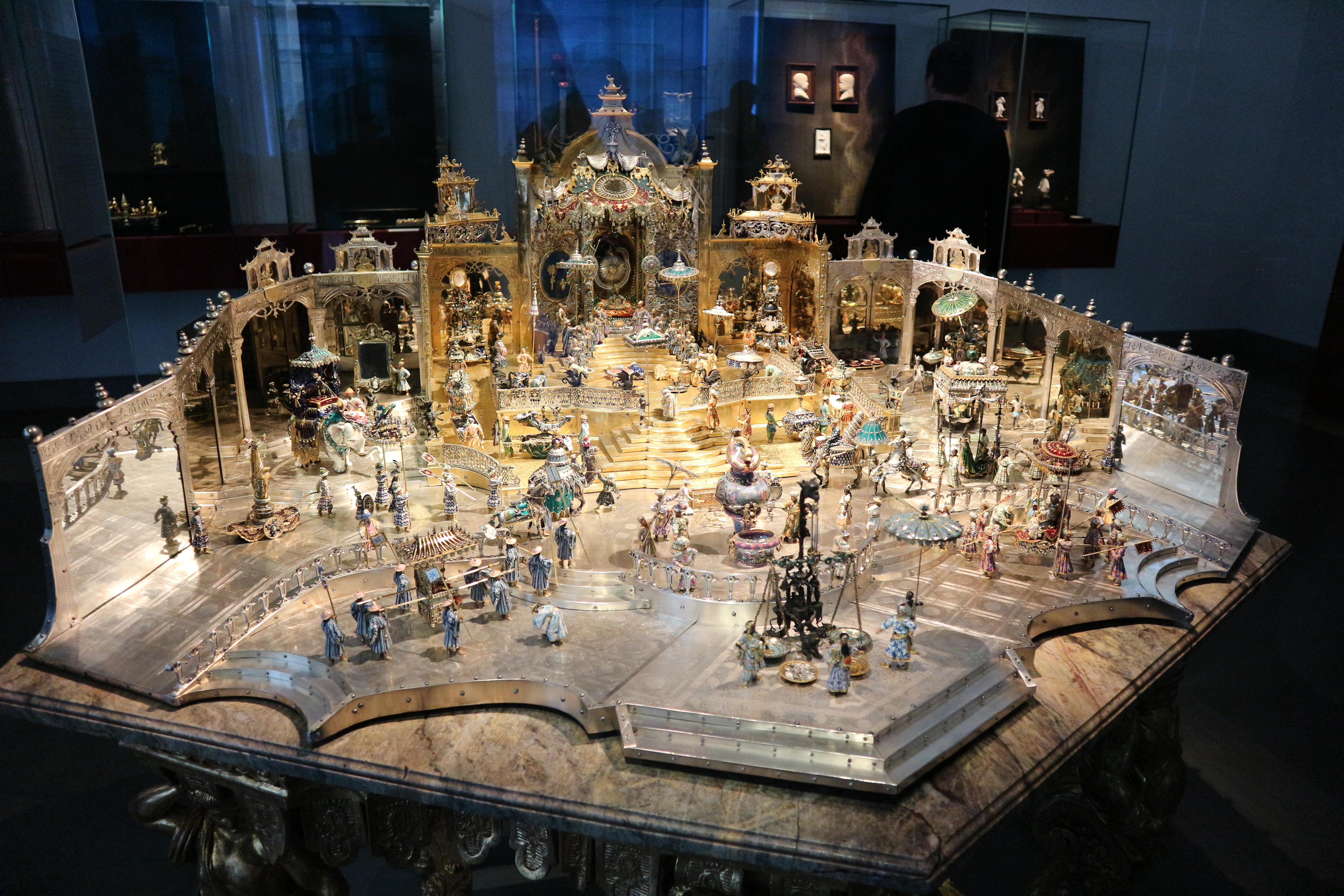
Královský dvůr v Dillí